# Steffen Højer
Steffen Højer (født 22. maj 1973) er en dansk tidligere fodboldspiller og nuværende cheftræner for AaB. Han har spillet for fire danske klubber, og har vundet mesterskabet i 1998-99 Superligaen med AaB. Han er den fjerde mest scorende spiller i Superligaens historie. Han har tidligere været tilknyttet trænerteamet omkring Superliga-holdet Silkeborg IF som angrebstræner for både ungdomshold og førsteholdstruppen og har desuden i flere omgange stået i spidsen for Viborg FF.
Han er blevet dansk liga topscorer tre sæsoner i træk, startende fra sæsonen 2003-04. Han har spillet én kamp for Danmarks landshold.

## Karriere

### Viborg FF (1992-1996)
Højer skiftede fra oplandsklubben Ulbjerg IF til Viborg FF, som han debuterede for i 1. Division i 1992. Fire år senere var Højer og Viborg FF rykket op i den bedste danske fodboldrække, hvor de havde succes, og Højer scorede 16 mål i 32 kampe.

### AaB
I 1996 blev Højer solgt til ligarivalerne fra AaB. Han debuterede samme år for det danske landshold, da han blev indskiftet i en kamp mod Sverige. Højer var en succes i AaB, selvom han ikke scorede så mange mål, som han gjorde i Viborg FF. I det sidste år af hans kontrakt i AaB vandt han i 1998-1999 mesterskabet med klubben. Han spillede ikke så meget den sæson, da der var stor konkurrence om angrebspladserne fra den Norske spiller Frank Strandli og danskeren Søren Frederiksen, det fik Højer til at lede efter en ny klub.

### Brescia
Han underskrev en kontrakt med den italienske klub Brescia Calcio, og var lånt ud til Viborg FF fra AaB, mens han ventede på at kontrakten med AaB skulle udløbe. I Viborg FF, spillede han 4 kampe før han fik en knæskade , hvilket betød, at han startede sin tid i Brescia med en skade. Hans tid i Brescia blev kort, og han nåede aldrig at spille en eneste kamp for klubben. Han tog tilbage til Danmark, for at spille sæsonen færdig i 1. divisionsklubben FC Midtjylland. Han hjalp klubben til oprykning, før han flyttede tilbage til sin barndomsklub Viborg FF.

### OB
Han fastholdt i sæsonen 2002-03 ikke sit gamle scoringsantal, hvilket betød at han blev solgt til OB i januar 2003. I Odense skulle han erstatte ligatopscorer Kaspar Dalgas, der netop var blevet solgt til Brøndby IF.
I Odense begyndte Højer igen at score mål, og da sæsonen 2003-04 var slut, befandt han sig på en delt førsteplads på topscorerlisten sammen med Mohamed Zidan og Tommy Bechmann. Han var også topscorer i 2004-05 sæsonen.

### Viborg FF (2005-2007)
Da Højer fortsat var bosiddende Viborg, besluttede han at spille for Viborg FF igen. I hans første sæson tilbage i Viborg, satte han rekorden for flest topscorertitler i træk, da han med sin 3. topscorertitel slog Peter Møllers tidligere rekord på 2. Han sluttede sin aktive karriere i foråret 2008 i en alder af 35 år.

## Trænerkarriere

### Viborg FF
Efter han stoppede sin aktive karriere i foråret 2008 har han fungeret i en række forskellige stillinger i Viborg FF. Han har blandt andet været ungdomstræner, assistenttræner, sportschef og udviklingschef. Han opsagde sin stilling i sommeren 2012.

### Silkeborg IF
Kort efter at være stoppet som udviklingschef i Viborg FF indgik Højer en aftale med Superliga-klubben Silkeborg IF, hvor han fungerede som angrebstræner for både klubben ungdomshold og Superligahold.

### Viborg FF
Efter tiden i Silkeborg IF kom Højer tilbage til Viborg FF og blev klubbens nye U19-træner. I sommeren 2016 overtog han rollen som assistenttræner fra Søren Frederiksen.
Den 2. august 2017 blev han konstitueret som cheftræner, efter at klubben fyrede Johnny Mølby. Den 27. august 2017 blev Højer ansat på en permanent aftale med Ralf Pedersen som assistenttræner.
Den 3. juni 2019 blev han sammen med Ralf Pedersen afskediget af sin arbejdsgiver, Viborg FF, da de efter to år ikke har formået at indfri ønskerne om en plads i Superligaen. Fyringen skete i kølvandet på Viborgs tabte playoffkamp mod Hobro IK.

### Danmarks U/21-landshold
Den 26. juni 2019 blev Højer præsenteret som ny assistenttræner for Albert Capellas på Danmark U/21.

### AaB
Den 28. juli kom det frem, at Højer kun mangler sidste detaljer i forhandlingerne, inden han kan præsenteres som ny cheftræner i AaB. 

## Titler
- Superligaen 1998-99